# 126246 Losignore
126246 Losignore este o planetă minoră (asteroid) din centura de asteroizi. A fost descoperită pe 9 ianuarie 2002 la  de . 
Obiectul prezintă o orbită caracterizată de o semiaxă mare de 2,8018450511633 UAi, o excentricitate de 0,044416376632096, o înclinație de 6,7208984062591 ° în raport cu ecliptica.